# Eclipse solar de 22 de julho de 2009

Mapa animado dos lugares de onde foi possível observar o fenômeno.

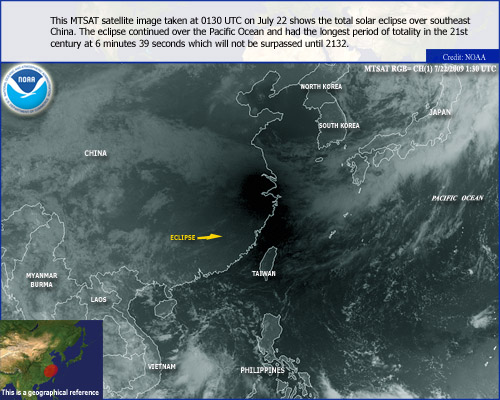
Imagem do satélite MTSAT do eclipse sobre a China.

O eclipse solar total de 22 de julho de 2009 pôde ser visto da Índia, Nepal, Butão, centro da China e em várias ilhas do Pacífico. Foi o eclipse número 37 da série Saros 136 e teve magnitude de 1,0799. Um eclipse parcial também foi visto no sudeste asiático e em parte da Oceania; tratou-se da penumbra da Lua.
Este foi o eclipse solar total mais longo a ocorrer no século XXI, com uma duração de 6 minutos e 38,86 segundos. O eclipse solar de 16 de julho de 2186 será o eclipse mais longo do milênio e entre as datas de 4000 a.C. a 8000 d.C. (12 milênios ou 12 000 anos).
A duração máxima da fase de totalidade foi de 6 minutos e 43 segundos centrados às 02h35min21 (UTC) a aproximadamente 100 quilômetros ao sul das Ilhas Ogasawara, no sudeste de Japão.

## Cronologia do eclipse
| Evento                    | Hora do evento (UTC) |
| ------------------------- | -------------------- |
| Começo do elipse geral    | 23:58:18 (Jul 21)    |
| Começo do elipse total    | 00:51:16             |
| Começo do eclipse central | 00:54:31             |
| Apse do eclipse           | 02:35:21             |
| Fim do eclipse central    | 04:16:13             |
| Fim do eclipse total      | 04:19:26             |
| Fim do eclipse geral      | 05:12:25             |

## Galeria de imagens

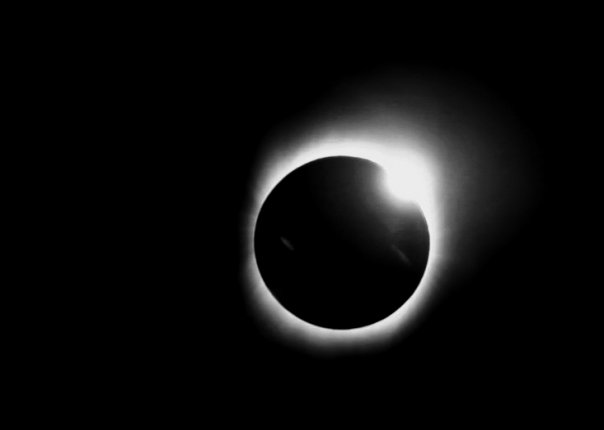
Anel de diamantes no final da fase de totalidade, Kurigram, Bangladesh
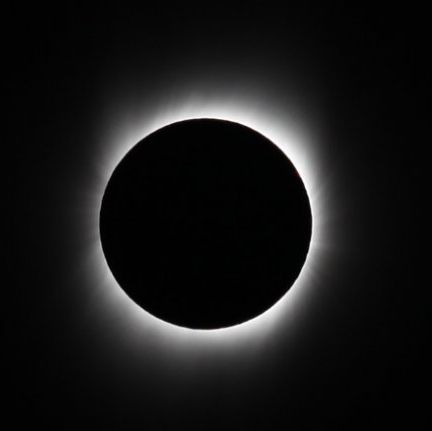
Eclipse total desde Kurigram, Bangladesh
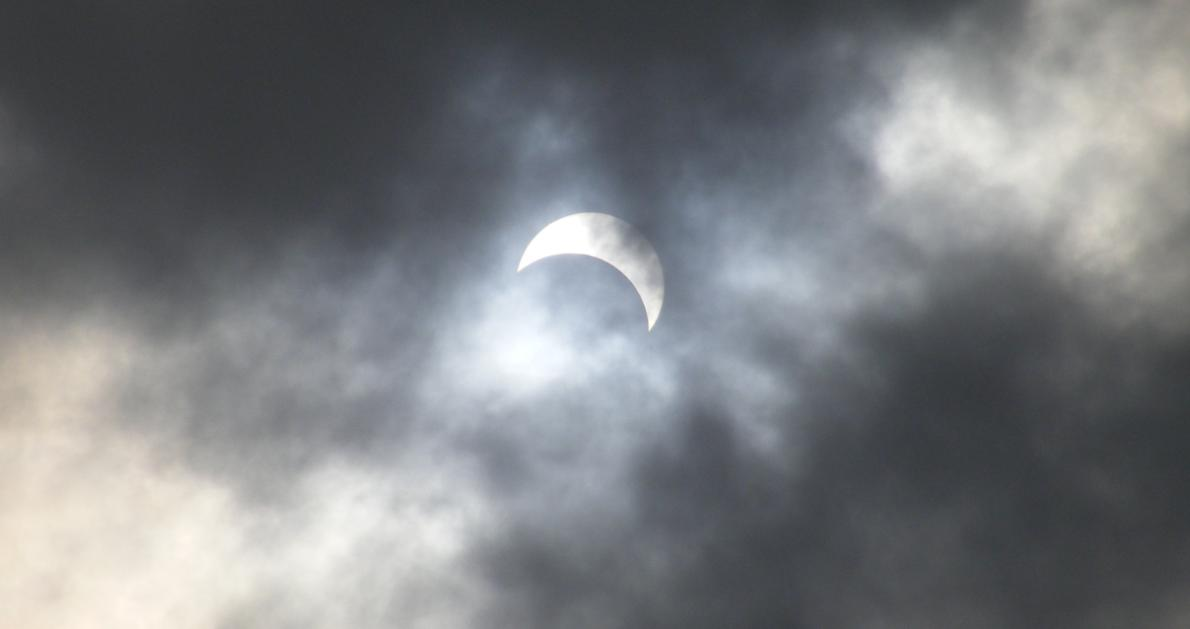
Eclipse parcial em Nova Delhi, Índia
- Eclipse parcial em Kolkata, Índia
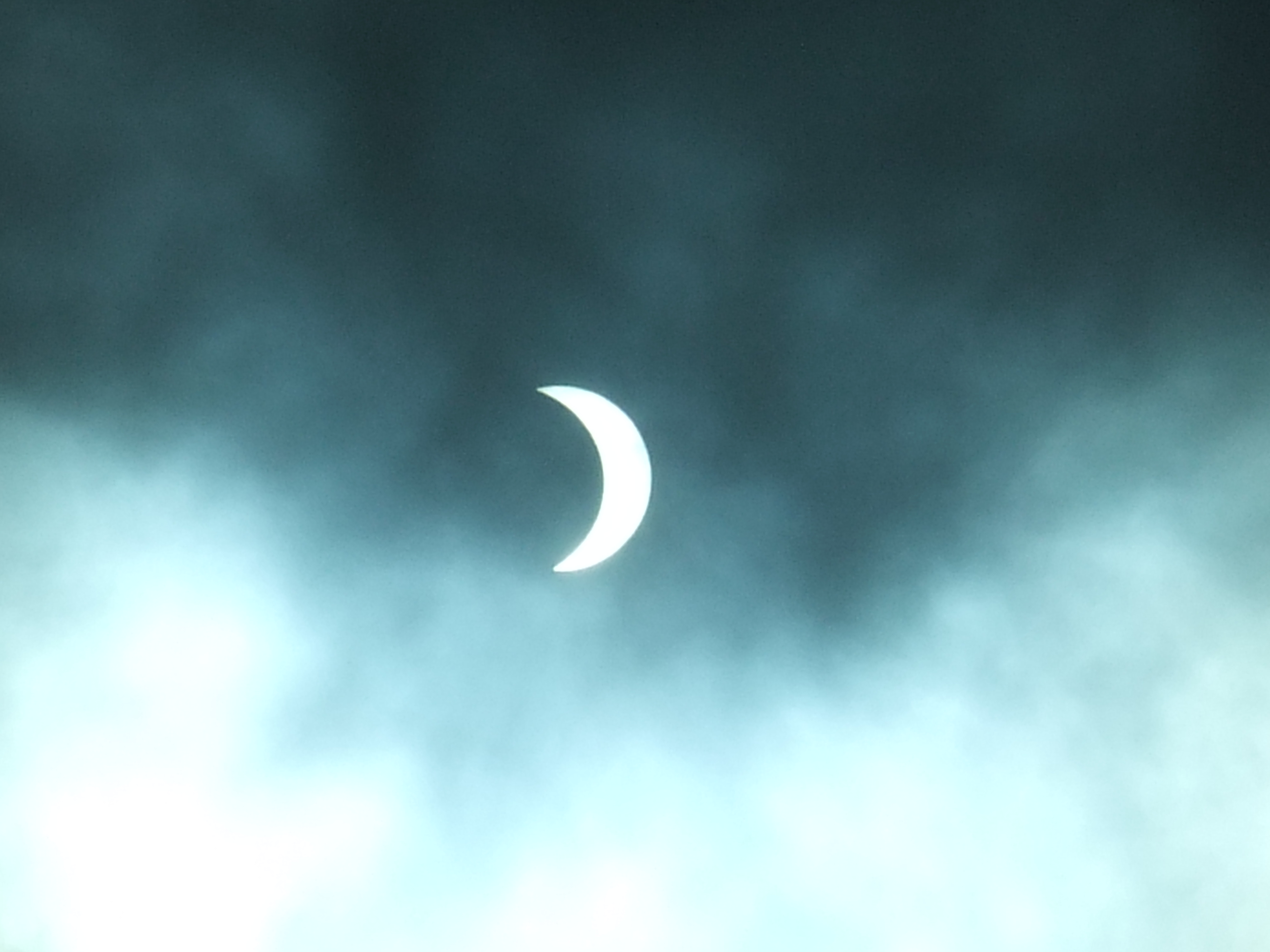
Eclipse parcial em Sheung Shui, Hong Kong
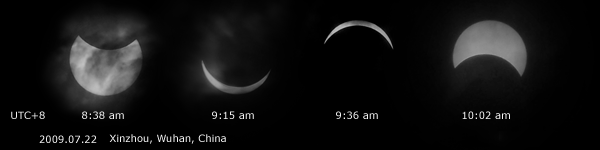
Eclipse solar em Wuhan, China
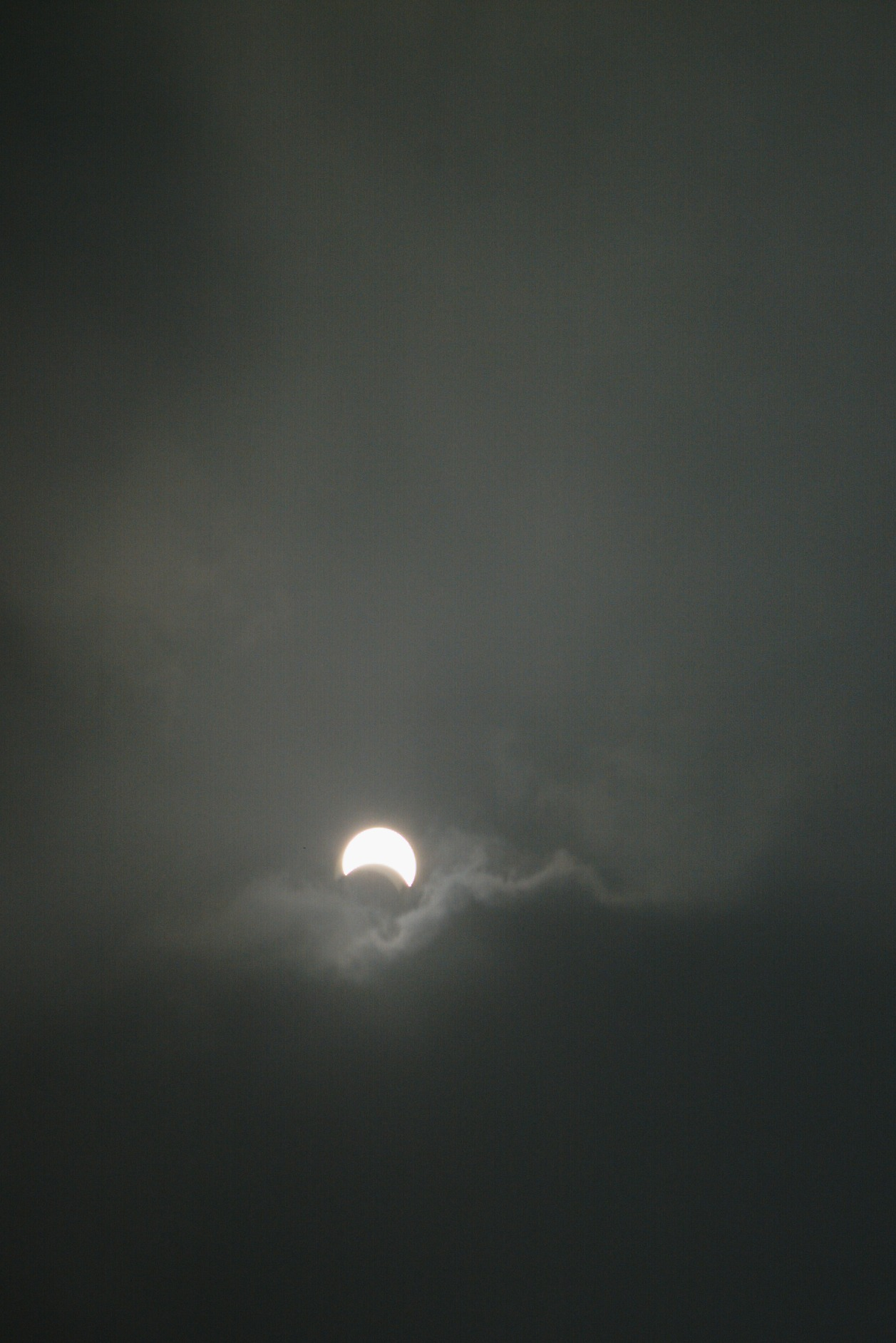
Eclipse parcial em Beijing, China
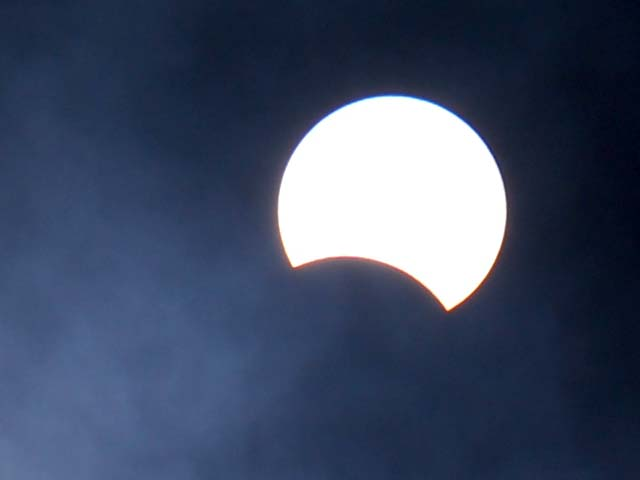
Eclipse parcial em Quezon City, Filipinas